# Michail Alexandrowitsch Romanow

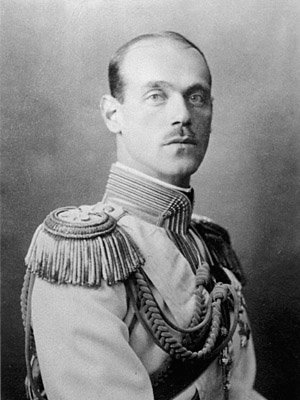
Michail Alexandrowitsch Romanow.(1917)

Großfürst Michail von Russland (russisch Михаил Александрович Романов, wiss. Transliteration Mihail Aleksandrovič Romanov; * 22. Novemberjul. / 4. Dezember 1878greg. in Zarskoje Selo; † in der Nacht auf den 13. Juni 1918 nahe Perm) war der Bruder des letzten russischen Zaren, Nikolaus II.

## Leben

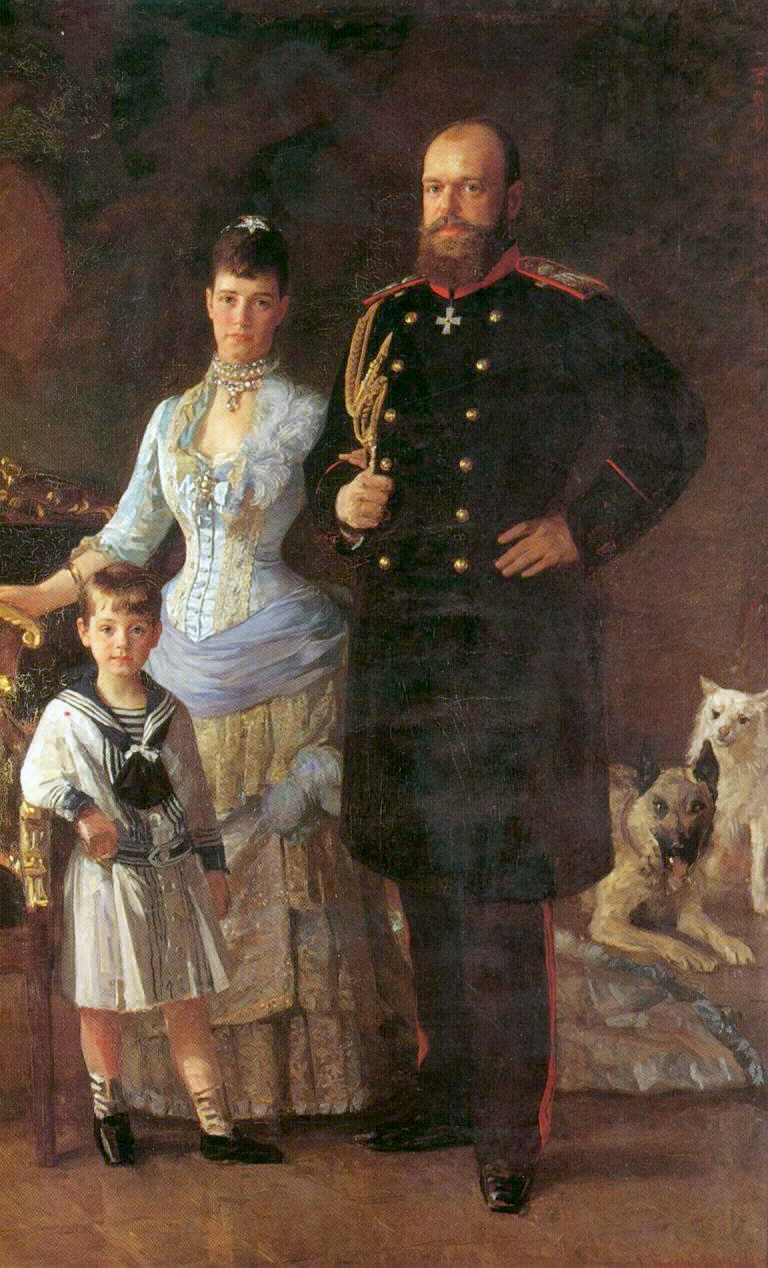
Das Zarenpaar mit seinem Sohn Michail, Gemälde von Laurits Tuxen (zwischen 1883 und 1886)

### Jugend
Michail Alexandrowitsch Romanow wurde als jüngster Sohn des späteren Zaren Alexander III. von Russland und seiner Frau Maria Fjodorowna in Sankt Petersburg geboren. Der Geburtstag des Fürsten fällt mit seinem Namenstag zusammen. In der Familie galt er als Lieblingssohn der Eltern, bei Verwandten und Freunden hieß er einfach „der liebe Mischa“.
Schon als kleiner Junge stand ihm seine Schwester Olga (1882–1960) sehr nahe. Sie nannte ihn scherzhaft „Floppy“, da er immer so schnell ausrutschte.
In seinen frühen Jahren führte Michail ein unbeschwertes Leben als Großfürst. Da der jüngste Sohn des Zaren in der Thronfolge eine untergeordnete Rolle spielte, konnte er sich, unbelastet von Politik und Staatsgeschäften, seiner Funktion als bedeutendes Mitglied der russischen Gesellschaft widmen. Ihm wurde eine besondere Hinneigung zu Autos, Sport und Pferderennen nachgesagt.

### Thronfolger
Im Jahr 1899 änderte sich dies schlagartig. Sein älterer Bruder Georgi erkrankte an der Schwindsucht und starb unerwartet 28-jährig. Sein ältester Bruder Nikolaus, inzwischen Zar, hatte noch keinen männlichen Erben, wodurch Michail zum Zarewitsch wurde. Sein unbeschwertes Junggesellenleben war damit beendet. Dies änderte sich erst wieder mit der Geburt von Nikolaus’ Sohn Alexei, bei dem allerdings die Bluterkrankheit diagnostiziert wurde, weshalb eine mögliche Thronfolge Michails weiterhin denkbar blieb.

### Familie

#### Beatrice von Sachsen-Coburg und Gotha
Die erste Frau, an der der Großfürst ernsthaftes Interesse zeigte, war die britisch-deutsche Prinzessin Beatrice von Sachsen-Coburg und Gotha (1884–1966), Tochter des Herzog Alfred von Sachsen-Coburg und Gotha und dessen Gemahlin Maria Alexandrowna Romanowa, die er während eines Urlaubs 1902 kennengelernt hatte. Beide verliebten sich und wollten heiraten. Sie waren jedoch Cousin und Cousine ersten Grades (in europäischen Königshäusern häufig der Fall). Deshalb war eine Heirat nach den Bestimmungen der russisch-orthodoxen Kirche nicht gestattet. Michails Bruder Nikolaus verweigerte seine Zustimmung zur Vermählung. Michail fügte sich in sein Schicksal als Thronerbe und beendete seine Beziehung zu Beatrice. Diese traf dies schwer, und sie litt seelisch unter der Entscheidung Michails.

#### Alexandra Dina Kossikowskaja
Die nächste Frau, die sich Hoffnungen auf eine Heirat mit Michail machte, war die Hofdame seiner Schwester Olga. Die bürgerliche Alexandra „Dina“ Kossikowskaja setzte alles daran, die Frau des Großfürsten zu werden – zumal Michail 1904 nicht mehr der direkte Thronfolger war. Michail wollte sie heiraten, aber wieder lehnte Nikolaus die erwählte Frau seines Bruders ab und drohte ihm mit Verbannung. Unter Druck gesetzt von dieser Frau und deren Vater, wollte der Großfürst sie an einem Ort in der Provinz heiraten. Als dies fehlschlug, wollten sie gemeinsam flüchten. Nikolaus setzte daraufhin Dina in St. Petersburg fest. Schließlich fügte sich Michail erneut in sein Schicksal. Dina wurde lebenslang ins Ausland verbannt.

#### Nathalie Sergejewna Brassowa

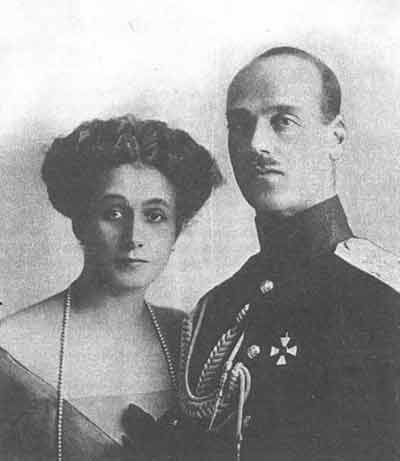
Michail Alexandrowitsch mit seiner Gemahlin

Michail diente als Rittmeister im Regiment der Leibgarde, in dem auch der Rittmeister Wulfert diente. Michail lernte dessen Frau, Nathalie, kennen und beide verliebten sich auf den ersten Blick ineinander. Da Nathalie verheiratet war, dies bereits zum zweiten Mal, und außerdem eine Tochter („Tata“ genannt) aus erster Ehe hatte, galt sie ebenfalls nicht als standesgemäße Braut eines russischen Großfürsten. Michail hielt jedoch das Verhältnis trotz der öffentlichen Meinung über seine Liaison aufrecht. Bald schon gab es Gerüchte am Hof, die der Zar nicht länger dulden wollte. Um den Ruf der Dynastie besorgt, schickte Nikolaus seinen Bruder in das Gouvernement Orjol. Er sollte dort das Kommando über ein Husarenregiment übernehmen und somit Abstand gewinnen. Die unerwünschte Verbindung erhielt Michail dennoch weiterhin aufrecht.
Im Jahr 1910 wurde sein Sohn Georgi unehelich geboren und galt somit als illegitim. In der Geburtsurkunde stand Vater unbekannt.
Die Familie ging ins Ausland, und am 30. Oktober 1912 heirateten der Großfürst Michail und Nathalie (Natascha) Sergejewna in der serbisch-orthodoxen Kirche zum Hl. Sava in Wien. Diese Eheschließung konnte nicht durch den russischen Hof oder die russisch-orthodoxe Kirche annulliert werden.
Die Ablehnung der geschlossenen Ehe durch Michails Bruder, den Zaren, und seine Mutter Maria Fjodorowna führte dazu, dass dem Ehepaar die Rückkehr nach Russland verwehrt wurde. Die Ehe wurde erst nach Ausbruch des Weltkriegs von Nikolaus als morganatische Ehe anerkannt. Nathalie wurde der Titel der Gräfin Brassowa verliehen. Ihr Sohn Georgi wurde im März 1915 als legitimer Nachkomme Michails anerkannt.

### Erster Weltkrieg

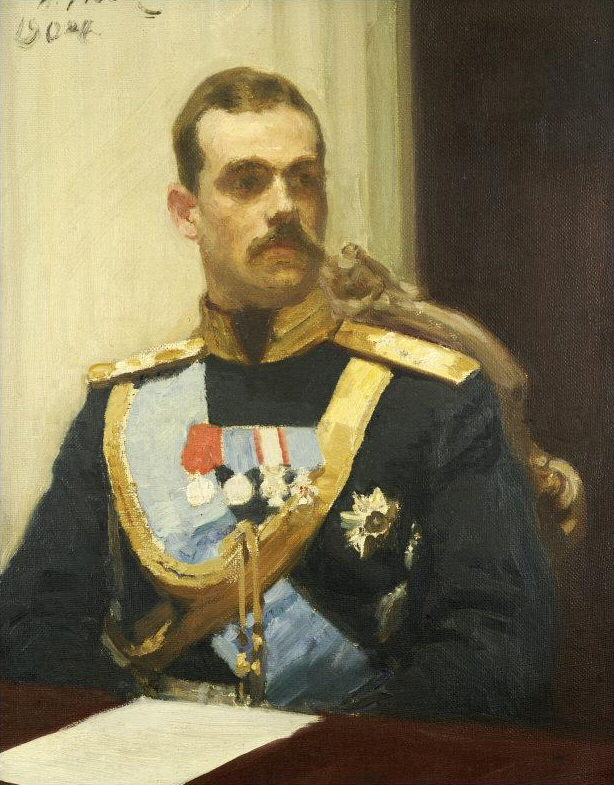
Michail Alexandrowitsch Romanow, Ausschnitt aus einem Gemälde von Ilja Repin (1901)

Die Katastrophe des Ersten Weltkriegs brachte Nikolaus II. dazu, seinem Bruder zu verzeihen, und er erlaubte ihm die Rückkehr nach Russland. Der Großfürst begab sich bei Kriegsbeginn als Offizier der russischen Armee an die Front und übernahm das Kommando einer Kavalleriedivision, der sogenannten „Wilden Division“.
Michail kämpfte mit seiner Einheit an der österreichischen Front, die sich bis weit in die Karpaten hineinzog. Im Verlauf der Kämpfe wurde die „Wilde Division“ zum gefürchteten Gegner. Michail begnügte sich nicht damit, als Divisions-Kommandeur hinter den Linien Anweisungen zu geben. Die einfachen Soldaten wussten ihn oft auch an vorderster Front an ihrer Seite. Unter anderem dadurch war er bei seinen Soldaten sehr beliebt. Den Einsatz bei der Einnahme der Stadt Stanislau in den Karpaten im Februar 1915 belohnte der Zar mit der höchsten militärischen Auszeichnung, die vergeben wurde. Michail wurde der St. Georgs-Orden verliehen.

### Revolution
Am 15. März 1917 musste Zar Nikolaus II. als Folge der Februarrevolution abdanken. In seinem Abdankungsmanifest entsagte er dem Thron und übergab das Zepter an seinen jüngeren Bruder Michail. Im ersten Moment glaubte Michail, dass er die Regentschaft für Alexei übernehmen sollte, nicht jedoch den Thron von Russland. Während er mancherorts bereits als Michail II. ausgerufen wurde, war der Großfürst selbst einer der Letzten, denen die Nachricht seiner formellen Thronfolge überbracht wurde. Im Chaos der Abdankung hatte Nikolaus versäumt, seinem Bruder ein Telegramm zu schicken, um ihn in Kenntnis zu setzen.
Abgesandte der provisorischen Regierung trafen sich im Taurischen Palast, wo die Übereinkunft getroffen wurde, dass der Großfürst Michail zum Thronverzicht überredet oder gedrängt werden sollte. Des Weiteren beschloss man, bei einer Weigerung des Großfürsten geschlossen zurückzutreten.
Am 16. März, bereits einen Tag nach Nikolaus’ Abdankung, erklärte Michail in einem von dem liberalen Politiker Wladimir Nabokow entworfenen Schreiben an das russische Volk, dass die Machtbefugnisse zunächst an die provisorische Regierung übergingen und er bereit sei, die Thronfolge anzutreten, sofern das Volk zu einem späteren Zeitpunkt dies in geheimen Wahlen entscheiden sollte (mit Michail I. gab es in der Geschichte Russlands schon einmal einen gewählten Zaren). So hoffte Michail, die Monarchie in Russland erhalten zu können.
Nach seinem Thronverzicht lebte er für wenige Monate recht unbehelligt und unberührt von der Politik mit seiner Frau Natalija Brassowa in Gattschina, aber die neue provisorische Regierung war schwach, und man fürchtete bald eine monarchistische Konterrevolution, weshalb die Freiheiten der ganzen Familie Romanow zusehends eingeschränkt wurden.
Ab dem 21. August 1917 standen Michail, Natascha und Nicholas Johnson auf Anordnung von Alexander Kerenski unter Arrest. In Russland herrschte Chaos, und die Romanows begannen das Land zu verlassen, als Exil hatte man England gewählt. Der britische König Georg V. konnte oder wollte ihnen nicht die Einreise gewähren. Im Herbst 1917 begann die Oktoberrevolution, in der die Bolschewiki die Macht übernahmen.
Michail erkannte die von den neuen Machthabern ausgehende Gefahr für sich und seine Familie. In einem eigens angefertigten Dokument ließ er sich von den Bolschewiki bestätigen, dass seine Familie kein Feind der neuen Sowjetmacht sei. Wenige Tage danach ließ der Rat der Volkskommissare den „Bürger Michail Romanow“ dennoch in die Verbannung nach Perm bringen. Seine Familie und einige Diener, u. a. sein englischer Sekretär Johnson, begleiteten ihn. Untergebracht in einem Hotel, wurden die Verbannten streng bewacht. Bedroht von Gefängnis, konnte er Natalija und Georgi überzeugen, Perm sofort zu verlassen.

### Tod

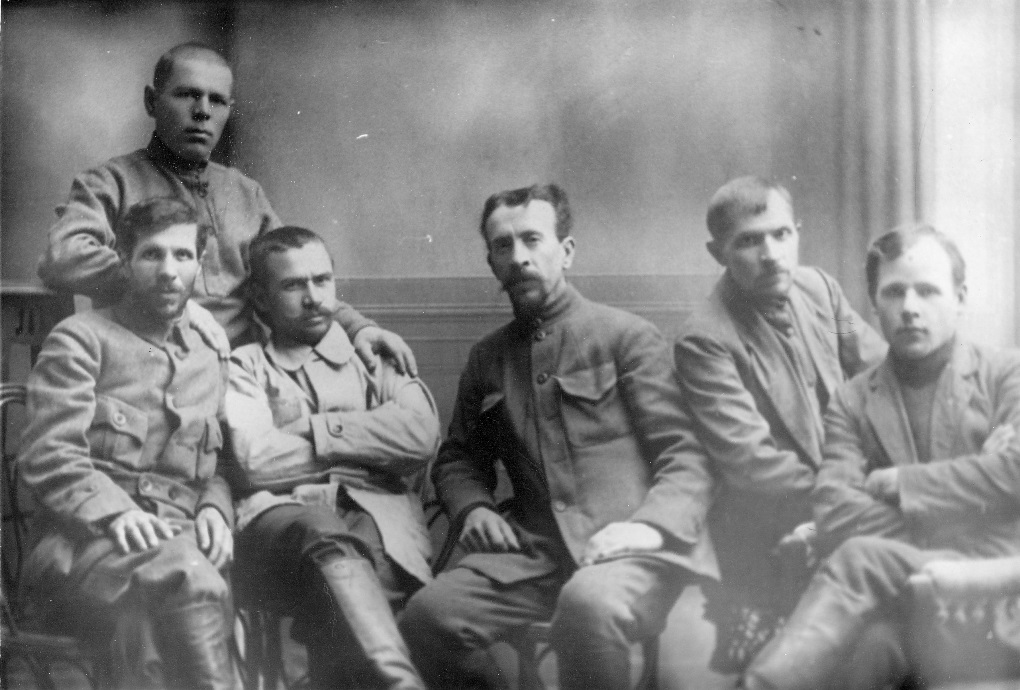
Bolschewiki aus Perm nach der Ermordung des Großfürsten Michail Romanow (nach dem 13. Juni 1918)

Anfang Juni 1918 beschloss das Permer Parteikomitee der Bolschewiki eigenmächtig, den Großfürsten Michail Romanow umzubringen, damit er nicht zu den Truppen unter Admiral Koltschak überlaufen konnte. In der Nacht vom 12. auf den 13. Juni 1918 drangen bewaffnete Männer unter der Führung von Gawriil Mjasnikow in das Hotel ein, in dem der Großfürst festgesetzt war, und schafften ihn in einer Kutsche aus Perm heraus. Michail und sein Sekretär wurden in einen nahegelegenen Wald gebracht und erschossen. Die Leichen wurden beraubt und im Wald vergraben. Der Leichnam des Großfürsten wurde nie gefunden.
Die Ermordung der Zarenfamilie wurde offiziell nicht sofort bekannt. Zunächst erfuhr die Öffentlichkeit nur, dass Nikolaus II. umgebracht worden war. Viele Monarchisten glaubten deswegen, dass Michail Romanow weiterhin leben würde. Das führte dazu, dass der General der Weißen Armee Baron Roman von Ungern-Sternberg sich im Jahr 1921 bei seinem Einmarsch in Sibirien zu ihm als neuen Zaren bekannte.

## Abstammung
| Paul I. (Kaiser von Russland) ⚭ Sophie Dorothee von Württemberg | Paul I. (Kaiser von Russland) ⚭ Sophie Dorothee von Württemberg | Paul I. (Kaiser von Russland) ⚭ Sophie Dorothee von Württemberg | Paul I. (Kaiser von Russland) ⚭ Sophie Dorothee von Württemberg | Paul I. (Kaiser von Russland) ⚭ Sophie Dorothee von Württemberg | Paul I. (Kaiser von Russland) ⚭ Sophie Dorothee von Württemberg |  |  | Friedrich Wilhelm III. (König von Preußen) ⚭ Luise von Mecklenburg-Strelitz | Friedrich Wilhelm III. (König von Preußen) ⚭ Luise von Mecklenburg-Strelitz | Friedrich Wilhelm III. (König von Preußen) ⚭ Luise von Mecklenburg-Strelitz | Friedrich Wilhelm III. (König von Preußen) ⚭ Luise von Mecklenburg-Strelitz | Friedrich Wilhelm III. (König von Preußen) ⚭ Luise von Mecklenburg-Strelitz | Friedrich Wilhelm III. (König von Preußen) ⚭ Luise von Mecklenburg-Strelitz |                                    |                                    | Ludwig I. (Großherzog von Hessen) ⚭ Luise          | Ludwig I. (Großherzog von Hessen) ⚭ Luise          | Ludwig I. (Großherzog von Hessen) ⚭ Luise          | Ludwig I. (Großherzog von Hessen) ⚭ Luise          | Ludwig I. (Großherzog von Hessen) ⚭ Luise          | Ludwig I. (Großherzog von Hessen) ⚭ Luise          |        |        | Karl Ludwig (Erbprinz von Baden) ⚭ Amalie | Karl Ludwig (Erbprinz von Baden) ⚭ Amalie | Karl Ludwig (Erbprinz von Baden) ⚭ Amalie | Karl Ludwig (Erbprinz von Baden) ⚭ Amalie | Karl Ludwig (Erbprinz von Baden) ⚭ Amalie | Karl Ludwig (Erbprinz von Baden) ⚭ Amalie |                                   |                                   | Friedrich Karl (Herzog von Schleswig-Holstein-Sonderburg-Beck) ⚭ Friederike von Schlieben | Friedrich Karl (Herzog von Schleswig-Holstein-Sonderburg-Beck) ⚭ Friederike von Schlieben | Friedrich Karl (Herzog von Schleswig-Holstein-Sonderburg-Beck) ⚭ Friederike von Schlieben | Friedrich Karl (Herzog von Schleswig-Holstein-Sonderburg-Beck) ⚭ Friederike von Schlieben | Friedrich Karl (Herzog von Schleswig-Holstein-Sonderburg-Beck) ⚭ Friederike von Schlieben | Friedrich Karl (Herzog von Schleswig-Holstein-Sonderburg-Beck) ⚭ Friederike von Schlieben |         |         | Karl (Dänischer Statthalter der Herzogtümer Schleswig und Holstein) ⚭ Louise von Dänemark und Norwegen | Karl (Dänischer Statthalter der Herzogtümer Schleswig und Holstein) ⚭ Louise von Dänemark und Norwegen | Karl (Dänischer Statthalter der Herzogtümer Schleswig und Holstein) ⚭ Louise von Dänemark und Norwegen | Karl (Dänischer Statthalter der Herzogtümer Schleswig und Holstein) ⚭ Louise von Dänemark und Norwegen | Karl (Dänischer Statthalter der Herzogtümer Schleswig und Holstein) ⚭ Louise von Dänemark und Norwegen | Karl (Dänischer Statthalter der Herzogtümer Schleswig und Holstein) ⚭ Louise von Dänemark und Norwegen |      |      | Friedrich (Prinz von Hessen-Kassel) ⚭ Karoline Polyxene von Nassau-Usingen | Friedrich (Prinz von Hessen-Kassel) ⚭ Karoline Polyxene von Nassau-Usingen | Friedrich (Prinz von Hessen-Kassel) ⚭ Karoline Polyxene von Nassau-Usingen | Friedrich (Prinz von Hessen-Kassel) ⚭ Karoline Polyxene von Nassau-Usingen | Friedrich (Prinz von Hessen-Kassel) ⚭ Karoline Polyxene von Nassau-Usingen | Friedrich (Prinz von Hessen-Kassel) ⚭ Karoline Polyxene von Nassau-Usingen |  |  | Friedrich (Regent von Dänemark) ⚭ Sophie Friederike | Friedrich (Regent von Dänemark) ⚭ Sophie Friederike | Friedrich (Regent von Dänemark) ⚭ Sophie Friederike | Friedrich (Regent von Dänemark) ⚭ Sophie Friederike | Friedrich (Regent von Dänemark) ⚭ Sophie Friederike | Friedrich (Regent von Dänemark) ⚭ Sophie Friederike |  |  |  |  |  |  |  |  |  |  |  |  |  |  |  |  |  |  |  |  |  |  |  |  |  |  |  |  |  |  |  |  |  |  |  |  |  |  |  |  |  |  |  |  |  |  |  |  |
| Paul I. (Kaiser von Russland) ⚭ Sophie Dorothee von Württemberg | Paul I. (Kaiser von Russland) ⚭ Sophie Dorothee von Württemberg | Paul I. (Kaiser von Russland) ⚭ Sophie Dorothee von Württemberg | Paul I. (Kaiser von Russland) ⚭ Sophie Dorothee von Württemberg | Paul I. (Kaiser von Russland) ⚭ Sophie Dorothee von Württemberg | Paul I. (Kaiser von Russland) ⚭ Sophie Dorothee von Württemberg |  |  | Friedrich Wilhelm III. (König von Preußen) ⚭ Luise von Mecklenburg-Strelitz | Friedrich Wilhelm III. (König von Preußen) ⚭ Luise von Mecklenburg-Strelitz | Friedrich Wilhelm III. (König von Preußen) ⚭ Luise von Mecklenburg-Strelitz | Friedrich Wilhelm III. (König von Preußen) ⚭ Luise von Mecklenburg-Strelitz | Friedrich Wilhelm III. (König von Preußen) ⚭ Luise von Mecklenburg-Strelitz | Friedrich Wilhelm III. (König von Preußen) ⚭ Luise von Mecklenburg-Strelitz |                                    |                                    | Ludwig I. (Großherzog von Hessen) ⚭ Luise          | Ludwig I. (Großherzog von Hessen) ⚭ Luise          | Ludwig I. (Großherzog von Hessen) ⚭ Luise          | Ludwig I. (Großherzog von Hessen) ⚭ Luise          | Ludwig I. (Großherzog von Hessen) ⚭ Luise          | Ludwig I. (Großherzog von Hessen) ⚭ Luise          |        |        | Karl Ludwig (Erbprinz von Baden) ⚭ Amalie | Karl Ludwig (Erbprinz von Baden) ⚭ Amalie | Karl Ludwig (Erbprinz von Baden) ⚭ Amalie | Karl Ludwig (Erbprinz von Baden) ⚭ Amalie | Karl Ludwig (Erbprinz von Baden) ⚭ Amalie | Karl Ludwig (Erbprinz von Baden) ⚭ Amalie |                                   |                                   | Friedrich Karl (Herzog von Schleswig-Holstein-Sonderburg-Beck) ⚭ Friederike von Schlieben | Friedrich Karl (Herzog von Schleswig-Holstein-Sonderburg-Beck) ⚭ Friederike von Schlieben | Friedrich Karl (Herzog von Schleswig-Holstein-Sonderburg-Beck) ⚭ Friederike von Schlieben | Friedrich Karl (Herzog von Schleswig-Holstein-Sonderburg-Beck) ⚭ Friederike von Schlieben | Friedrich Karl (Herzog von Schleswig-Holstein-Sonderburg-Beck) ⚭ Friederike von Schlieben | Friedrich Karl (Herzog von Schleswig-Holstein-Sonderburg-Beck) ⚭ Friederike von Schlieben |         |         | Karl (Dänischer Statthalter der Herzogtümer Schleswig und Holstein) ⚭ Louise von Dänemark und Norwegen | Karl (Dänischer Statthalter der Herzogtümer Schleswig und Holstein) ⚭ Louise von Dänemark und Norwegen | Karl (Dänischer Statthalter der Herzogtümer Schleswig und Holstein) ⚭ Louise von Dänemark und Norwegen | Karl (Dänischer Statthalter der Herzogtümer Schleswig und Holstein) ⚭ Louise von Dänemark und Norwegen | Karl (Dänischer Statthalter der Herzogtümer Schleswig und Holstein) ⚭ Louise von Dänemark und Norwegen | Karl (Dänischer Statthalter der Herzogtümer Schleswig und Holstein) ⚭ Louise von Dänemark und Norwegen |      |      | Friedrich (Prinz von Hessen-Kassel) ⚭ Karoline Polyxene von Nassau-Usingen | Friedrich (Prinz von Hessen-Kassel) ⚭ Karoline Polyxene von Nassau-Usingen | Friedrich (Prinz von Hessen-Kassel) ⚭ Karoline Polyxene von Nassau-Usingen | Friedrich (Prinz von Hessen-Kassel) ⚭ Karoline Polyxene von Nassau-Usingen | Friedrich (Prinz von Hessen-Kassel) ⚭ Karoline Polyxene von Nassau-Usingen | Friedrich (Prinz von Hessen-Kassel) ⚭ Karoline Polyxene von Nassau-Usingen |  |  | Friedrich (Regent von Dänemark) ⚭ Sophie Friederike | Friedrich (Regent von Dänemark) ⚭ Sophie Friederike | Friedrich (Regent von Dänemark) ⚭ Sophie Friederike | Friedrich (Regent von Dänemark) ⚭ Sophie Friederike | Friedrich (Regent von Dänemark) ⚭ Sophie Friederike | Friedrich (Regent von Dänemark) ⚭ Sophie Friederike |  |  |  |  |  |  |  |  |  |  |  |  |  |  |  |  |  |  |  |  |  |  |  |  |  |  |  |  |  |  |  |  |  |  |  |  |  |  |  |  |  |  |  |  |  |  |  |  |
| Nikolaus I. (Kaiser von Russland)                               | Nikolaus I. (Kaiser von Russland)                               | Nikolaus I. (Kaiser von Russland)                               | Nikolaus I. (Kaiser von Russland)                               | Nikolaus I. (Kaiser von Russland)                               | Nikolaus I. (Kaiser von Russland)                               |  |  | Charlotte (Kaiserin von Russland)                                           | Charlotte (Kaiserin von Russland)                                           | Charlotte (Kaiserin von Russland)                                           | Charlotte (Kaiserin von Russland)                                           | Charlotte (Kaiserin von Russland)                                           | Charlotte (Kaiserin von Russland)                                           |                                    |                                    | Ludwig II. (Großherzog von Hessen)                 | Ludwig II. (Großherzog von Hessen)                 | Ludwig II. (Großherzog von Hessen)                 | Ludwig II. (Großherzog von Hessen)                 | Ludwig II. (Großherzog von Hessen)                 | Ludwig II. (Großherzog von Hessen)                 |        |        | Wilhelmine (Großherzogin von Hessen)      | Wilhelmine (Großherzogin von Hessen)      | Wilhelmine (Großherzogin von Hessen)      | Wilhelmine (Großherzogin von Hessen)      | Wilhelmine (Großherzogin von Hessen)      | Wilhelmine (Großherzogin von Hessen)      |                                   |                                   | Friedrich Wilhelm                                                                         | Friedrich Wilhelm                                                                         | Friedrich Wilhelm                                                                         | Friedrich Wilhelm                                                                         | Friedrich Wilhelm                                                                         | Friedrich Wilhelm                                                                         |         |         | Luise                                                                                                  | Luise                                                                                                  | Luise                                                                                                  | Luise                                                                                                  | Luise                                                                                                  | Luise                                                                                                  |      |      | Wilhelm                                                                    | Wilhelm                                                                    | Wilhelm                                                                    | Wilhelm                                                                    | Wilhelm                                                                    | Wilhelm                                                                    |  |  | Louise Charlotte                                    | Louise Charlotte                                    | Louise Charlotte                                    | Louise Charlotte                                    | Louise Charlotte                                    | Louise Charlotte                                    |  |  |  |  |  |  |  |  |  |  |  |  |  |  |  |  |  |  |  |  |  |  |  |  |  |  |  |  |  |  |  |  |  |  |  |  |  |  |  |  |  |  |  |  |  |  |  |  |
| Nikolaus I. (Kaiser von Russland)                               | Nikolaus I. (Kaiser von Russland)                               | Nikolaus I. (Kaiser von Russland)                               | Nikolaus I. (Kaiser von Russland)                               | Nikolaus I. (Kaiser von Russland)                               | Nikolaus I. (Kaiser von Russland)                               |  |  | Charlotte (Kaiserin von Russland)                                           | Charlotte (Kaiserin von Russland)                                           | Charlotte (Kaiserin von Russland)                                           | Charlotte (Kaiserin von Russland)                                           | Charlotte (Kaiserin von Russland)                                           | Charlotte (Kaiserin von Russland)                                           |                                    |                                    | Ludwig II. (Großherzog von Hessen)                 | Ludwig II. (Großherzog von Hessen)                 | Ludwig II. (Großherzog von Hessen)                 | Ludwig II. (Großherzog von Hessen)                 | Ludwig II. (Großherzog von Hessen)                 | Ludwig II. (Großherzog von Hessen)                 |        |        | Wilhelmine (Großherzogin von Hessen)      | Wilhelmine (Großherzogin von Hessen)      | Wilhelmine (Großherzogin von Hessen)      | Wilhelmine (Großherzogin von Hessen)      | Wilhelmine (Großherzogin von Hessen)      | Wilhelmine (Großherzogin von Hessen)      |                                   |                                   | Friedrich Wilhelm                                                                         | Friedrich Wilhelm                                                                         | Friedrich Wilhelm                                                                         | Friedrich Wilhelm                                                                         | Friedrich Wilhelm                                                                         | Friedrich Wilhelm                                                                         |         |         | Luise                                                                                                  | Luise                                                                                                  | Luise                                                                                                  | Luise                                                                                                  | Luise                                                                                                  | Luise                                                                                                  |      |      | Wilhelm                                                                    | Wilhelm                                                                    | Wilhelm                                                                    | Wilhelm                                                                    | Wilhelm                                                                    | Wilhelm                                                                    |  |  | Louise Charlotte                                    | Louise Charlotte                                    | Louise Charlotte                                    | Louise Charlotte                                    | Louise Charlotte                                    | Louise Charlotte                                    |  |  |  |  |  |  |  |  |  |  |  |  |  |  |  |  |  |  |  |  |  |  |  |  |  |  |  |  |  |  |  |  |  |  |  |  |  |  |  |  |  |  |  |  |  |  |  |  |
|                                                                 |                                                                 |                                                                 |                                                                 |                                                                 |                                                                 |  |  |                                                                             |                                                                             |                                                                             |                                                                             |                                                                             |                                                                             |                                    |                                    |                                                    |                                                    |                                                    |                                                    |                                                    |                                                    |        |        |                                           |                                           |                                           |                                           |                                           |                                           |                                   |                                   |                                                                                           |                                                                                           |                                                                                           |                                                                                           |                                                                                           |                                                                                           |         |         | | | | | | |      |      |                                                                            |                                                                            |                                                                            |                                                                            |                                                                            |                                                                            |  |  |                                                     |                                                     |                                                     |                                                     |                                                     |                                                     |  |  |  |  |  |  |  |  |  |  |  |  |  |  |  |  |  |  |  |  |  |  |  |  |  |  |  |  |  |  |  |  |  |  |  |  |  |  |  |  |  |  |  |  |  |  |  |  |
|                                                                 |                                                                 |                                                                 |                                                                 |                                                                 |                                                                 |  |  |                                                                             |                                                                             |                                                                             |                                                                             |                                                                             |                                                                             |                                    |                                    |                                                    |                                                    |                                                    |                                                    |                                                    |                                                    |        |        |                                           |                                           |                                           |                                           |                                           |                                           |                                   |                                   |                                                                                           |                                                                                           |                                                                                           |                                                                                           |                                                                                           |                                                                                           |         |         | | | | | | |      |      |                                                                            |                                                                            |                                                                            |                                                                            |                                                                            |                                                                            |  |  |                                                     |                                                     |                                                     |                                                     |                                                     |                                                     |  |  |  |  |  |  |  |  |  |  |  |  |  |  |  |  |  |  |  |  |  |  |  |  |  |  |  |  |  |  |  |  |  |  |  |  |  |  |  |  |  |  |  |  |  |  |  |  |
|                                                                 |                                                                 |                                                                 |                                                                 |                                                                 |                                                                 |  |  | Alexander II. (Kaiser von Russland)                                         | Alexander II. (Kaiser von Russland)                                         | Alexander II. (Kaiser von Russland)                                         | Alexander II. (Kaiser von Russland)                                         | Alexander II. (Kaiser von Russland)                                         | Alexander II. (Kaiser von Russland)                                         |                                    |                                    | Marie von Hessen-Darmstadt (Kaiserin von Russland) | Marie von Hessen-Darmstadt (Kaiserin von Russland) | Marie von Hessen-Darmstadt (Kaiserin von Russland) | Marie von Hessen-Darmstadt (Kaiserin von Russland) | Marie von Hessen-Darmstadt (Kaiserin von Russland) | Marie von Hessen-Darmstadt (Kaiserin von Russland) |        |        |                                           |                                           |                                           |                                           |                                           |                                           |                                   |                                   |                                                                                           |                                                                                           |                                                                                           |                                                                                           |                                                                                           |                                                                                           |         |         | Christian IX. (König von Dänemark)                                                                     | Christian IX. (König von Dänemark)                                                                     | Christian IX. (König von Dänemark)                                                                     | Christian IX. (König von Dänemark)                                                                     | Christian IX. (König von Dänemark)                                                                     | Christian IX. (König von Dänemark)                                                                     |      |      | Louise (Königin von Dänemark)                                              | Louise (Königin von Dänemark)                                              | Louise (Königin von Dänemark)                                              | Louise (Königin von Dänemark)                                              | Louise (Königin von Dänemark)                                              | Louise (Königin von Dänemark)                                              |  |  |                                                     |                                                     |                                                     |                                                     |                                                     |                                                     |  |  |  |  |  |  |  |  |  |  |  |  |  |  |  |  |  |  |  |  |  |  |  |  |  |  |  |  |  |  |  |  |  |  |  |  |  |  |  |  |  |  |  |  |  |  |  |  |
|                                                                 |                                                                 |                                                                 |                                                                 |                                                                 |                                                                 |  |  | Alexander II. (Kaiser von Russland)                                         | Alexander II. (Kaiser von Russland)                                         | Alexander II. (Kaiser von Russland)                                         | Alexander II. (Kaiser von Russland)                                         | Alexander II. (Kaiser von Russland)                                         | Alexander II. (Kaiser von Russland)                                         |                                    |                                    | Marie von Hessen-Darmstadt (Kaiserin von Russland) | Marie von Hessen-Darmstadt (Kaiserin von Russland) | Marie von Hessen-Darmstadt (Kaiserin von Russland) | Marie von Hessen-Darmstadt (Kaiserin von Russland) | Marie von Hessen-Darmstadt (Kaiserin von Russland) | Marie von Hessen-Darmstadt (Kaiserin von Russland) |        |        |                                           |                                           |                                           |                                           |                                           |                                           |                                   |                                   |                                                                                           |                                                                                           |                                                                                           |                                                                                           |                                                                                           |                                                                                           |         |         | Christian IX. (König von Dänemark)                                                                     | Christian IX. (König von Dänemark)                                                                     | Christian IX. (König von Dänemark)                                                                     | Christian IX. (König von Dänemark)                                                                     | Christian IX. (König von Dänemark)                                                                     | Christian IX. (König von Dänemark)                                                                     |      |      | Louise (Königin von Dänemark)                                              | Louise (Königin von Dänemark)                                              | Louise (Königin von Dänemark)                                              | Louise (Königin von Dänemark)                                              | Louise (Königin von Dänemark)                                              | Louise (Königin von Dänemark)                                              |  |  |                                                     |                                                     |                                                     |                                                     |                                                     |                                                     |  |  |  |  |  |  |  |  |  |  |  |  |  |  |  |  |  |  |  |  |  |  |  |  |  |  |  |  |  |  |  |  |  |  |  |  |  |  |  |  |  |  |  |  |  |  |  |  |
|                                                                 |                                                                 |                                                                 |                                                                 |                                                                 |                                                                 |  |  |                                                                             |                                                                             |                                                                             |                                                                             |                                                                             |                                                                             |                                    |                                    |                                                    |                                                    |                                                    |                                                    |                                                    |                                                    |        |        |                                           |                                           |                                           |                                           |                                           |                                           |                                   |                                   |                                                                                           |                                                                                           |                                                                                           |                                                                                           |                                                                                           |                                                                                           |         |         | | | | | | |      |      |                                                                            |                                                                            |                                                                            |                                                                            |                                                                            |                                                                            |  |  |                                                     |                                                     |                                                     |                                                     |                                                     |                                                     |  |  |  |  |  |  |  |  |  |  |  |  |  |  |  |  |  |  |  |  |  |  |  |  |  |  |  |  |  |  |  |  |  |  |  |  |  |  |  |  |  |  |  |  |  |  |  |  |
|                                                                 |                                                                 |                                                                 |                                                                 |                                                                 |                                                                 |  |  |                                                                             |                                                                             |                                                                             |                                                                             |                                                                             |                                                                             |                                    |                                    |                                                    |                                                    |                                                    |                                                    |                                                    |                                                    |        |        |                                           |                                           |                                           |                                           |                                           |                                           |                                   |                                   |                                                                                           |                                                                                           |                                                                                           |                                                                                           |                                                                                           |                                                                                           |         |         | | | | | | |      |      |                                                                            |                                                                            |                                                                            |                                                                            |                                                                            |                                                                            |  |  |                                                     |                                                     |                                                     |                                                     |                                                     |                                                     |  |  |  |  |  |  |  |  |  |  |  |  |  |  |  |  |  |  |  |  |  |  |  |  |  |  |  |  |  |  |  |  |  |  |  |  |  |  |  |  |  |  |  |  |  |  |  |  |
|                                                                 |                                                                 |                                                                 |                                                                 |                                                                 |                                                                 |  |  |                                                                             |                                                                             |                                                                             |                                                                             |                                                                             |                                                                             |                                    |                                    |                                                    |                                                    |                                                    |                                                    |                                                    |                                                    |        |        | Alexander III. (Kaiser von Russland)      | Alexander III. (Kaiser von Russland)      | Alexander III. (Kaiser von Russland)      | Alexander III. (Kaiser von Russland)      | Alexander III. (Kaiser von Russland)      | Alexander III. (Kaiser von Russland)      |                                   |                                   | Dagmar (Kaiserin von Russland)                                                            | Dagmar (Kaiserin von Russland)                                                            | Dagmar (Kaiserin von Russland)                                                            | Dagmar (Kaiserin von Russland)                                                            | Dagmar (Kaiserin von Russland)                                                            | Dagmar (Kaiserin von Russland)                                                            |         |         | Friedrich VIII. (König von Dänemark)                                                                   | Friedrich VIII. (König von Dänemark)                                                                   | Friedrich VIII. (König von Dänemark)                                                                   | Friedrich VIII. (König von Dänemark)                                                                   | Friedrich VIII. (König von Dänemark)                                                                   | Friedrich VIII. (König von Dänemark)                                                                   |      |      | Georg I. (König von Griechenland)                                          | Georg I. (König von Griechenland)                                          | Georg I. (König von Griechenland)                                          | Georg I. (König von Griechenland)                                          | Georg I. (König von Griechenland)                                          | Georg I. (König von Griechenland)                                          |  |  |                                                     |                                                     |                                                     |                                                     |                                                     |                                                     |  |  |  |  |  |  |  |  |  |  |  |  |  |  |  |  |  |  |  |  |  |  |  |  |  |  |  |  |  |  |  |  |  |  |  |  |  |  |  |  |  |  |  |  |  |  |  |  |
|                                                                 |                                                                 |                                                                 |                                                                 |                                                                 |                                                                 |  |  |                                                                             |                                                                             |                                                                             |                                                                             |                                                                             |                                                                             |                                    |                                    |                                                    |                                                    |                                                    |                                                    |                                                    |                                                    |        |        | Alexander III. (Kaiser von Russland)      | Alexander III. (Kaiser von Russland)      | Alexander III. (Kaiser von Russland)      | Alexander III. (Kaiser von Russland)      | Alexander III. (Kaiser von Russland)      | Alexander III. (Kaiser von Russland)      |                                   |                                   | Dagmar (Kaiserin von Russland)                                                            | Dagmar (Kaiserin von Russland)                                                            | Dagmar (Kaiserin von Russland)                                                            | Dagmar (Kaiserin von Russland)                                                            | Dagmar (Kaiserin von Russland)                                                            | Dagmar (Kaiserin von Russland)                                                            |         |         | Friedrich VIII. (König von Dänemark)                                                                   | Friedrich VIII. (König von Dänemark)                                                                   | Friedrich VIII. (König von Dänemark)                                                                   | Friedrich VIII. (König von Dänemark)                                                                   | Friedrich VIII. (König von Dänemark)                                                                   | Friedrich VIII. (König von Dänemark)                                                                   |      |      | Georg I. (König von Griechenland)                                          | Georg I. (König von Griechenland)                                          | Georg I. (König von Griechenland)                                          | Georg I. (König von Griechenland)                                          | Georg I. (König von Griechenland)                                          | Georg I. (König von Griechenland)                                          |  |  |                                                     |                                                     |                                                     |                                                     |                                                     |                                                     |  |  |  |  |  |  |  |  |  |  |  |  |  |  |  |  |  |  |  |  |  |  |  |  |  |  |  |  |  |  |  |  |  |  |  |  |  |  |  |  |  |  |  |  |  |  |  |  |
|                                                                 |                                                                 |                                                                 |                                                                 |                                                                 |                                                                 |  |  |                                                                             |                                                                             |                                                                             |                                                                             |                                                                             |                                                                             |                                    |                                    |                                                    |                                                    |                                                    |                                                    |                                                    |                                                    |        |        |                                           |                                           |                                           |                                           |                                           |                                           |                                   |                                   |                                                                                           |                                                                                           |                                                                                           |                                                                                           |                                                                                           |                                                                                           |         |         | | | | | | |      |      |                                                                            |                                                                            |                                                                            |                                                                            |                                                                            |                                                                            |  |  |                                                     |                                                     |                                                     |                                                     |                                                     |                                                     |  |  |  |  |  |  |  |  |  |  |  |  |  |  |  |  |  |  |  |  |  |  |  |  |  |  |  |  |  |  |  |  |  |  |  |  |  |  |  |  |  |  |  |  |  |  |  |  |
|                                                                 |                                                                 |                                                                 |                                                                 |                                                                 |                                                                 |  |  |                                                                             |                                                                             |                                                                             |                                                                             |                                                                             |                                                                             |                                    |                                    |                                                    |                                                    |                                                    |                                                    |                                                    |                                                    |        |        |                                           |                                           |                                           |                                           |                                           |                                           |                                   |                                   |                                                                                           |                                                                                           |                                                                                           |                                                                                           |                                                                                           |                                                                                           |         |         | | | | | | |      |      |                                                                            |                                                                            |                                                                            |                                                                            |                                                                            |                                                                            |  |  |                                                     |                                                     |                                                     |                                                     |                                                     |                                                     |  |  |  |  |  |  |  |  |  |  |  |  |  |  |  |  |  |  |  |  |  |  |  |  |  |  |  |  |  |  |  |  |  |  |  |  |  |  |  |  |  |  |  |  |  |  |  |  |
|                                                                 |                                                                 |                                                                 |                                                                 |                                                                 |                                                                 |  |  |                                                                             |                                                                             |                                                                             |                                                                             | Nikolaus II. (Kaiser von Russland)                                          | Nikolaus II. (Kaiser von Russland)                                          | Nikolaus II. (Kaiser von Russland) | Nikolaus II. (Kaiser von Russland) | Nikolaus II. (Kaiser von Russland)                 | Nikolaus II. (Kaiser von Russland)                 |                                                    |                                                    | Georgi                                             | Georgi                                             | Georgi | Georgi | Georgi                                    | Georgi                                    |                                           |                                           | Xenija (Großfürstin von Russland)         | Xenija (Großfürstin von Russland)         | Xenija (Großfürstin von Russland) | Xenija (Großfürstin von Russland) | Xenija (Großfürstin von Russland)                                                         | Xenija (Großfürstin von Russland)                                                         |                                                                                           |                                                                                           | Michail                                                                                   | Michail                                                                                   | Michail | Michail | Michail                                                                                                | Michail                                                                                                | | | Olga                                                                                                   | Olga                                                                                                   | Olga | Olga | Olga                                                                       | Olga                                                                       |                                                                            |                                                                            |                                                                            |                                                                            |  |  |                                                     |                                                     |                                                     |                                                     |                                                     |                                                     |  |  |  |  |  |  |  |  |  |  |  |  |  |  |  |  |  |  |  |  |  |  |  |  |  |  |  |  |  |  |  |  |  |  |  |  |  |  |  |  |  |  |  |  |  |  |  |  |